# Żbiki (powiat pleszewski)
Żbiki – wieś w Polsce położona w województwie wielkopolskim, w powiecie pleszewskim, w gminie Czermin.
W latach 1975–1998 miejscowość należała administracyjnie do województwa kaliskiego.
Urodził się tu Ludwik Augustyniak.